# Mausoleum des Gelben Kaisers

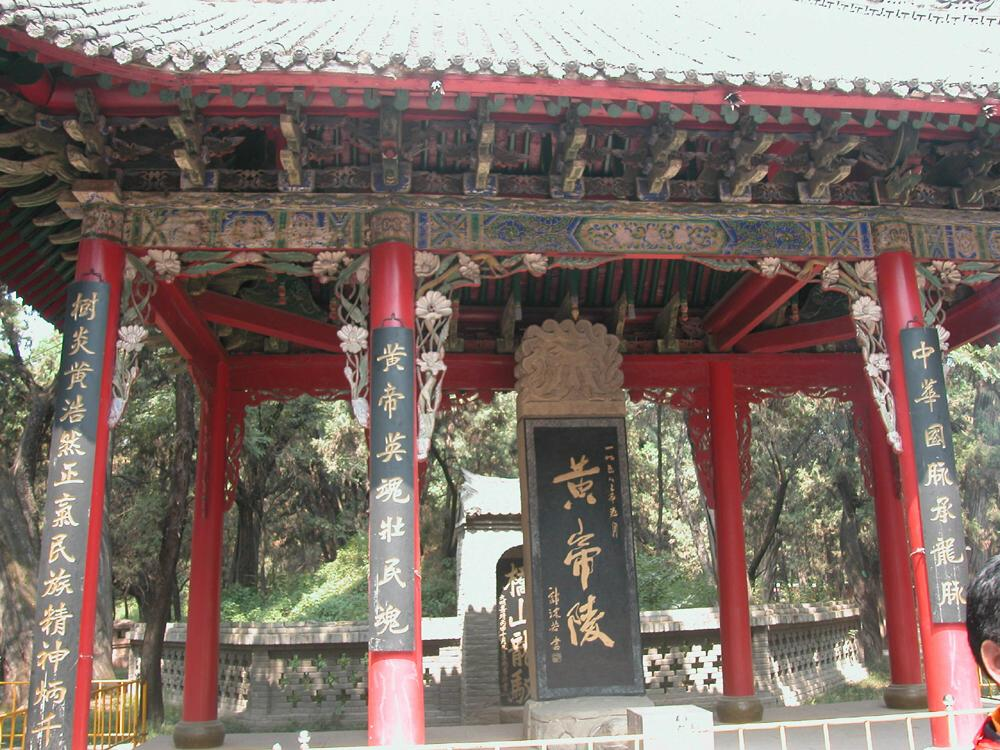
Huangdi ling

Das Mausoleum des Gelben Kaisers (chinesisch 黄帝陵, Pinyin Huángdì líng, englisch Mausoleum of the Yellow Emperor / Yellow Emperor's Mausoleum) befindet sich auf dem Qiaoshan (桥山) im Kreis Huangling der chinesischen Provinz Shaanxi. Es heißt, der Gelbe Kaiser (Huangdi) – der als gemeinsamer Vorfahre aller Han-Chinesen verehrt wird – sei in Xinzheng, einer kleinen Stadt in Zhengzhou, der Hauptstadt von Henan, geboren und im Mausoleum des Gelben Kaisers begraben.
Das Mausoleum steht seit 1961 auf der Liste der Denkmäler der Volksrepublik China (1-162).
Die Opferzeremonien des Mausoleums des Gelben Kaisers (Huangdi ling jidian 黄帝陵祭典) stehen auf der Liste des immateriellen Kulturerbes der Volksrepublik China.